# Polychrus liogaster
Espèce
Synonymes
- Polychrus marmoratus liogaster Boulenger, 1908

Polychrus liogaster est une espèce de sauriens de la famille des Polychrotidae.

## Répartition
Cette espèce se rencontre :
- dans le sud-est du Pérou ;
- au Brésil dans les États d'Acre, d'Amazonas et du Rondonia ;
- en Bolivie dans les départements de Beni, de Cochabamba et de Santa Cruz.

## Publication originale
- Boulenger, 1908 : Descriptions of new South-American reptiles. Annals and magazine of natural history, ser. 8, vol. 1, p. 111-115 (texte intégral).